# 忠孝街
忠孝街（英語：Chung Hau Street）是香港九龍九龍城區紅磡山的一條主要街道，主要連接著通往愛民邨、俊民苑和鄰近私人住宅。南起佛光街近何文田站路段，北至何文田邨及香港都會大學，再度連接佛光街。
忠孝街是愛民邨的主要道路，以行車設施為主，更設有愛民巴士總站和京士柏上配水庫。鄰近紅磡警署的忠民街可前往公主道往紅磡方向。
忠孝街介乎愛民邨至何文田站一段為長命斜，加上鄰近愛民邨的忠義街設有運輸署考試中心，因此忠孝街成為多家駕駛學校的熱門學車路段之一。

## 學校
- 迦密中學
- 聖公會聖三一堂中學
- 聖公會蔡功譜中學
- 香港都會大學賽馬會校園

## 鄰近建築
- 朗賢峯
- 瑜一
- 愛民邨
- 御龍居
- 欣圖軒
- 何文田政府合署

## 道路設施
忠孝街設有的士站，位於忠孝街近愛民邨，以供愛民邨居民使用。

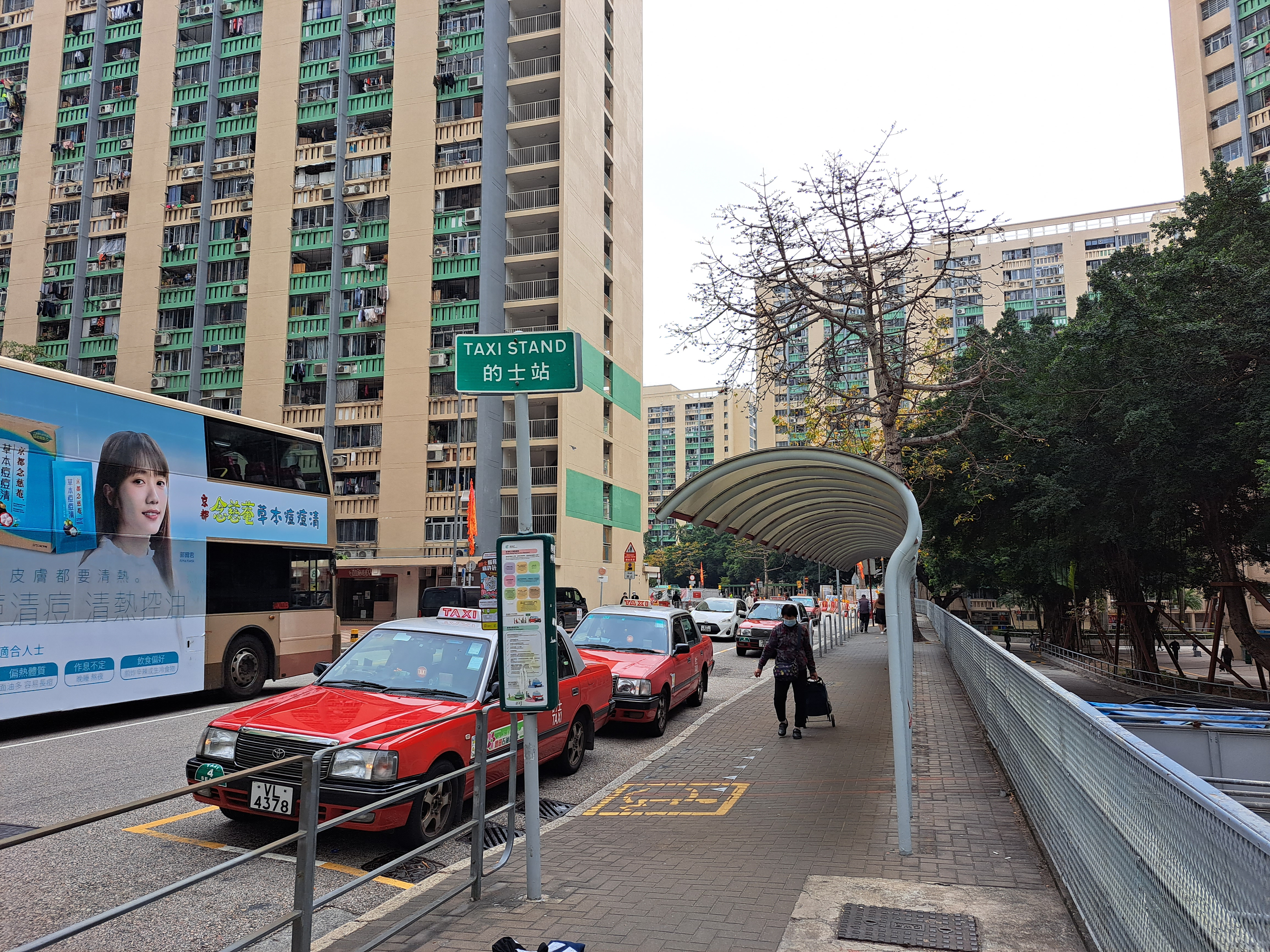
愛民邨（忠孝街）的士站

## 相關新聞
- 忠孝街爆鹹水管封路 - Yahoo! 新聞 （页面存档备份，存于）